# Anoeme nigrita
Anoeme nigrita là một loài bọ cánh cứng trong họ Cerambycidae.